# Aspila salmantina
Aspila salmantina är en fjärilsart som beskrevs av Felder. Aspila salmantina ingår i släktet Aspila och familjen nattflyn. Inga underarter finns listade i Catalogue of Life.